# Jamie-Lynn Sigler

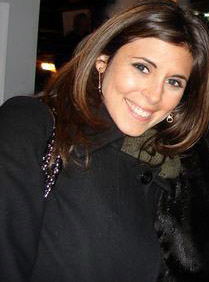
Jamie-Lynn Sigler (2007)

Jamie-Lynn Sigler (* 15. Mai 1981 in Queens, New York City, New York) ist eine US-amerikanische Schauspielerin, die vor allem durch ihre Rolle als Meadow Soprano aus der HBO-Serie Die Sopranos bekannt ist.

## Leben und Karriere
Jamie-Lynn Siglers Vater stammt aus einer griechisch-jüdischen Familie. Ihre Mutter ist Kubanerin, die zum Judentum konvertiert ist. Mit sieben Jahren begann sie zu singen und zu schauspielern. Nach einigen Rollen bei Broadway-Stücken und einer kleinen Rolle in dem Film In den Straßen von Brooklyn wurde sie für die Rolle der Meadow Soprano gecastet, die sie bis zum Ende von Die Sopranos 2007 innehatte.
In der Fernsehserie Entourage war sie 2008 und 2009 wiederkehrend als sie selbst zu sehen. In Alles Betty! war Sigler für einen Handlungsbogen in der vierten Staffel für mehrere Folgen zu Gast. Daneben hatte sie Gastauftritte in Fernsehserien wie How I Met Your Mother und Drop Dead Diva.
Von Herbst 2012 bis Frühjahr 2013 war Sigler in der NBC-Comedy-Serie Guys with Kids in der Hauptrolle als Emily zu sehen.

### Persönliches
Sigler spricht neben Englisch auch Griechisch und Spanisch. 2003 heiratete Sigler ihren damaligen Agenten, A.J. DiScala, sie trat in Folge unter dessen Nachnamen auf. Im Jahr 2005 trennten sich beide, die Scheidung wurde 2006 rechtskräftig. Sie trat daraufhin wieder unter ihrem Geburtsnamen auf. Während der Dreharbeiten zu Die Sopranos erkrankte Sigler an Essstörungen und litt schließlich unter Bulimie. Sigler engagiert sich für die Aufklärung über Esskrankheiten. Bei Sigler wurde die  Autoimmunerkrankung Multiple Sklerose diagnostiziert. Gemeinsam mit der Schauspieler-Kollegin Christina Applegate hostet sie den "MeSsy Podcast", wo sie über die Krankheit aufklären.
Im Januar 2013 verlobte sich Sigler mit dem Baseball-Profi Cutter Dykstra und bekam mit ihm am 28. August 2013 einen Sohn. Das Paar heiratete im Januar 2016. Ihr zweiter Sohn kam im Januar 2018 zur Welt.

## Filmografie (Auswahl)
- 1998: In den Straßen von Brooklyn (A Brooklyn State of Mind)
- 1999–2007: Die Sopranos (The Sopranos, Fernsehserie, alle Folgen)
- 2004: Will & Grace (Fernsehserie, Folgen 7x10–7x11)
- 2004: Heidi Fleiss – Callgirl der Stars (Call Me: The Rise and Fall of Heidi Fleiss, Fernsehfilm)
- 2005: Lovewrecked – Liebe über Bord (Love Wrecked)
- 2006: Homie Spumoni – Mein anderes Ich (Homie Spumoni)
- 2006: Dark Ride
- 2007: The Gathering – Tödliche Zusammenkunft (The Gathering)
- 2008: How I Met Your Mother (Fernsehserie, Folge 4x08)
- 2008–2009: Entourage (Fernsehserie, 13 Folgen)
- 2009: Alles Betty! (Ugly Betty, Fernsehserie, Folgen 4x03–4x07)
- 2011: Drop Dead Diva (Fernsehserie, Folge 3x13)
- 2012: Last Man Standing (Fernsehserie, Folge 1x13)
- 2012: Eine Scheidung zum Verlieben (Divorce Invitation)
- 2012: I Do
- 2012–2013: Guys with Kids (Fernsehserie, 17 Folgen)
- 2014: Dads (Fernsehserie, Folge 1x14)
- 2015: The Christmas Note (Fernsehfilm)
- 2015: Anatomy of the Tide
- 2016: Loserville
- 2016: CSI: Cyber (Fernsehserie, Folge 2x16)
- 2017: Justice – Kein Erbarmen (Justice)
- 2017: Gangster Land (In the Absence of Good Men)
- 2018: Signed, Sealed, Delivered – The Road Less Travelled (Fernsehfilm)
- 2018: Magnum P.I. (Fernsehserie, Folge 1x10)
- 2019: Mob Town
- 2019: Adventure Force 5
- 2019–2020: Elena von Avalor (Elena of Avalor, Fernsehserie, 3 Folgen, Stimme)
- 2020: The Neighbor in the Window (Fernsehfilm)
- 2020: Beef House (Fernsehserie, 4 Folgen)
- seit 2021: Big Sky (Fernsehserie)
- 2022: The Virgin of Highland Park

## Buchveröffentlichung
- 2006: Wise Girl: What I’ve Learned About Life, Love, and Loss (englisch)